# Asplenium stereophyllum
Asplenium stereophyllum är en svartbräkenväxtart som beskrevs av Kze. Asplenium stereophyllum ingår i släktet Asplenium och familjen Aspleniaceae. Inga underarter finns listade.